# Karl Friedrich Bauer (Revolutionär)
Karl Friedrich Bauer (* 11. März 1827 in Mönchzell; † 31. August 1888 in Milwaukee) war einer der führenden Köpfe der Badischen Revolution 1848/49 im Kraichgau. Nach seiner Auswanderung nach Amerika war er Redakteur für deutschsprachige Zeitungen in Pittsburgh und Milwaukee.

## Leben
Karl Bauer wurde als Sohn des Schullehrers Johann Michael Bauer (1798–1851) und der Johanna geborene Reichert (1797–1854) geboren.
Nach dem Besuch der Höheren Bürgerschule in Eppingen studierte er von 1844 bis 1846 evangelische Theologie an der Universität Heidelberg. 1846 bis 1848 arbeitet er als Schreiber in Hoffenheim und danach in Sinsheim. Am Ostermontagszug der Sinsheimer Freischärler, bestehend aus Handwerksmeistern, Gesellen und Tagelöhnern, nach Heidelberg am 24. April 1848 war Bauer als Organisator beteiligt. Die Gruppe der Aufständischen wurde in Heidelberg von der Bürgerwehr entwaffnet und Bauer auf der Flucht in Langenbrücken verhaftet. Er konnte jedoch entfliehen und setzte sich in die Schweiz ab, wo er sich der Gruppe um Gustav Struve anschloss. Diese überschritt am 21. September 1848 die badische Grenze und rief in Lörrach die „Deutsche Republik“ aus. Bauer hatte die Funktion eines Ordonnanzoffiziers. Nach der Niederlage bei Staufen im Breisgau wurde er wie viele andere verhaftet und verbrachte vom Oktober 1848 bis Juni 1849 seine Untersuchungshaft in Rastatt und Bruchsal. Bei Ausbruch der Mairevolution 1849 befreit, kehrte er als Kriegs- und Rekrutierungskommissär in den Kraichgau zurück. In dieser Funktion setzte er Bürgermeister und Beamte, die dem alten Regime treu blieben, ab. Mit einem Aufgebot der Sinsheimer Volkswehr beteiligte er sich an den Kämpfen am Neckar. Nach der Niederlage der Revolutionsarmee flüchtete Bauer in die Schweiz. Das Hofgericht in Mannheim verurteilte ihn am 30. März 1850 in Abwesenheit zu acht Jahren Zuchthaus.

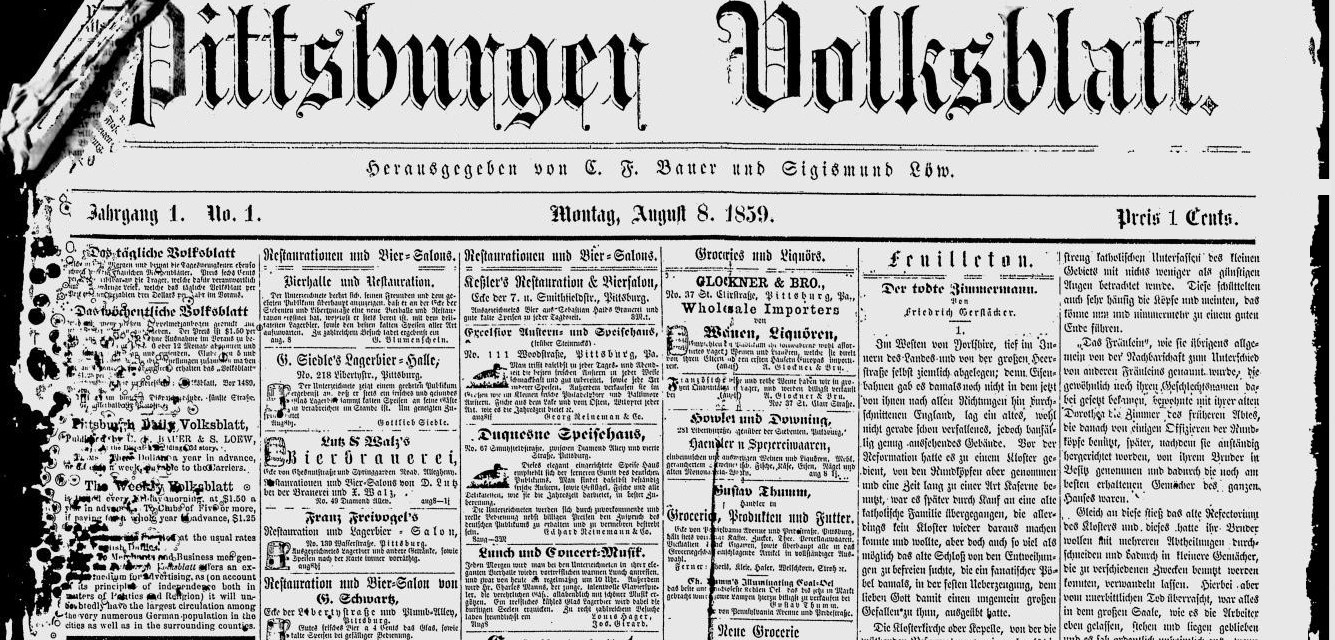
Impressum der ersten Ausgabe des Pittsburger Volksblatts vom 8. August 1859

Nach Stationen im Aargau, in Zürich und Genf, wanderte er nach Amerika aus und wird zunächst Apotheker in Philadelphia. "Nachdem er eine Zeit lang im Freiheitsfreund gearbeitet, drangte ihn sein selbstständiger, unabhängiger Sinn zur Gründung eines eigenen Geschäftes und in Gemeinschaft mit Sigismund Leb (sic) rief er im Jahre 1859 das Pittsburger Volksblatt in das Leben, dem er bis im Juli 1885 als Leiter vorstand." Von 1885 bis 1888 war er Radaketeur des Milwaukee Herold.